# 高橋信司 (射撃選手)
高橋 信司（たかはし しんじ、1937年10月12日 - ）は、日本の射撃競技（ピストル種目）選手。警察官。1964年東京オリンピックに出場。

## 経歴
新潟県立六日町高等学校卒業。
1964年東京オリンピックに、男子フリー・ピストル種目（以下、国際大会での出場種目は同じ）で出場。
1966年、神奈川スポーツ賞受賞。
1971年アジア射撃選手権（ソウル）に出場、4位入賞。
1975年アジア射撃選手権（クアラルンプール）に出場、銀メダル獲得。